# لاري هاريسون
لاري هاريسون (28 فبراير 1955 في الولايات المتحدة - ) (بالإنجليزية: Larry Harrison)‏ هو مدرب كرة سلة ولاعب كرة سلة أمريكي في مركز هجوم خلفي. لعب مع Pittsburgh Panthers ‏.

## وصلات خارجية
- لاري هاريسون على موقع كلية كرة السلة في سبورتس رفرنس.كوم (الإنجليزية)